# Natasha Hastings
Natasha Hastings, född den 23 juli 1986, är en amerikansk friidrottare som tävlar i kortdistanslöpning.
Hastings har varit framgångsrik som junior med guld både vid ungdoms-VM 2003 och junior-VM 2004 på 400 meter. Som senior deltog hon vid VM 2007 där hon blev utslagen i semifinalen. Vid Olympiska sommarspelen 2008 sprang hon i försöken i det amerikanska stafettlaget på 4 x 400 meter. Laget slutade senare etta och även Hastings fick en guldmedalj.
Vid VM 2009 ingick hon tillsammans med Debbie Dunn, Sanya Richards och Jessica Beard i det amerikanska stafettlag som sprang försöken på 4 x 400 meter. I finalen ersattes Hastings och Beard med Allyson Felix och Lashinda Demus. Laget vann guld på tiden 3.17,83

## Personligt rekord
- 400 meter - 49,84 från 2007